# Divätetellurid
Divätetellurid är en kemisk förening mellan väte och tellur. Vid standardtryck och -temperatur är det en gas som är mycket giftig. Divätetellurid kan börja brinna ganska lätt vid tillgång av syrgas och bildar då tellurdioxid och vatten.

## Egenskaper
Divätetellurid är reagerar med syret i luft och sönderfaller till vatten och tellur.
{\displaystyle {\rm {2\ H_{2}Te+O2\rightarrow 2\ H_{2}O+2\ Te}}}

## Produktion
Divätetellurid kan produceras genom att låta salter som aluminiumtellurid (Al2Te3) eller natriumtellurid (Na2Te) reagera med vatten eller genom rekation mellan tellur och vätgas vid höga temperaturer.
{\displaystyle {\rm {H_{2}+Te\rightarrow H_{2}Te}}}